# Unité urbaine de Dole
L'unité urbaine de Dole est une unité urbaine française centrée sur Dole, une des sous-préfectures du département du Jura, en région Bourgogne-Franche-Comté.

## Données générales
Dans le zonage réalisé par l'Insee en 1999, l'unité urbaine était composée de sept communes.
Dans le zonage réalisé en 2010, l'unité urbaine était composée de huit communes, celle de Baverans ayant été ajoutée au périmètre.
Dans le nouveau zonage réalisé en 2020, elle est composée des huit mêmes communes.
En 2022, avec 30 610 habitants, elle représente la 1re unité urbaine du département du Jura et occupe le 12e rang dans la région Bourgogne-Franche-Comté.
En 2020, sa densité de population s'élève à 391 hab/km2. Par sa superficie, elle ne représente que 1,55 % du territoire départemental mais, par sa population, elle regroupe 11,7 % de la population du département du Jura.

## Composition 2020 de l'unité urbaine
Elle est composée des huit communes suivantes :
| Nom                 | Code Insee | Département | Statut       | Superficie (km2) | Population (dernière pop. légale) | Densité (hab./km2) | Modifier                                    |
| ------------------- | ---------- | ----------- | ------------ | ---------------- | --------------------------------- | ------------------ | ------------------------------------------- |
| Dole (ville-centre) | 39198      | Jura        | ville-centre | 38,37            | 23 784 (2022)                     | 620                | modifier les données · modifier les données |
| Authume             | 39030      | Jura        | banlieue     | 7,52             | 874 (2022)                        | 116                | modifier les données · modifier les données |
| Baverans            | 39042      | Jura        | banlieue     | 3,41             | 498 (2022)                        | 146                | modifier les données · modifier les données |
| Brevans             | 39078      | Jura        | banlieue     | 3,63             | 683 (2022)                        | 188                | modifier les données · modifier les données |
| Choisey             | 39150      | Jura        | banlieue     | 7,64             | 1 002 (2022)                      | 131                | modifier les données · modifier les données |
| Crissey             | 39182      | Jura        | banlieue     | 4,81             | 685 (2022)                        | 142                | modifier les données · modifier les données |
| Foucherans          | 39233      | Jura        | banlieue     | 7,70             | 2 286 (2022)                      | 297                | modifier les données · modifier les données |
| Villette-lès-Dole   | 39573      | Jura        | banlieue     | 4,59             | 798 (2022)                        | 174                | modifier les données · modifier les données |

## Évolution démographique
| 1968   | 1975   | 1982   | 1990   | 1999   | 2010   | 2015   | 2021   |
| ------ | ------ | ------ | ------ | ------ | ------ | ------ | ------ |
| 31 590 | 33 484 | 31 840 | 32 223 | 30 686 | 30 872 | 29 916 | 30 585 |

|   | Commune           | Population (2021) | Variation annuelle 2020-2021 | Population (2020) | Variation annuelle 2010-2020 | Population (2010) | Variation annuelle 1999-2010 | Population (1999) | Variation annuelle 1990-1999 | Population (1990) |
| - | ----------------- | ----------------- | ---------------------------- | ----------------- | ---------------------------- | ----------------- | ---------------------------- | ----------------- | ---------------------------- | ----------------- |
| 1 | Dole              | 23 775            | 0,69 %                       | 23 611            | - 0,41 %                     | 24 629            | -0,11 %                      | 24 949            | -0,68 %                      | 26 577            |
| 2 | Foucherans        | 2 279             | 0,31 %                       | 2 272             | 2,10 %                       | 1 877             | 0,60 %                       | 1 760             | 0,32 %                       | 1 710             |
| 3 | Choisey           | 1 009             | -0,49 %                      | 1 014             | -0,40 %                      | 1 056             | 0,67 %                       | 984               | 1,22 %                       | 887               |
| 4 | Authume           | 856               | 2,88 %                       | 832               | 0,30 %                       | 808               | 0,37 %                       | 776               | -0,60 %                      | 820               |
| 5 | Villette-lès-Dole | 790               | 1,15 %                       | 781               | - 0,08 %                     | 775               | 1,78 %                       | 648               | -1,22 %                      | 728               |
| 6 | Brevans           | 697               | 0,72 %                       | 692               | 1,02 %                       | 628               | -0,35 %                      | 653               | 0,78 %                       | 610               |
| 7 | Crissey           | 682               | 0,44 %                       | 679               | 0,37 %                       | 655               | 0,95 %                       | 593               | 0,41 %                       | 572               |
| 8 | Baverans          | 497               | 1,02 %                       | 492               | 1,08 %                       | 444               | 3,41 %                       | 323               | 0,14 %                       | 319               |

#### Données générales
- Unité urbaine
- Aire d'attraction d'une ville
- Liste des unités urbaines de France

#### Données démographiques en rapport avec l'unité urbaine de Dole
- Aire d'attraction de Dole
- Arrondissement de Dole

#### Données démographiques en rapport avec le Jura
- Démographie du département du Jura